# Цунцген
Цунцген (нім. Zunzgen) — громада  в Швейцарії в кантоні Базель-Ланд, округ Зіссах.

## Географія
Громада розташована на відстані близько 65 км на північний схід від Берна, 7 км на південний схід від Лісталя.
Цунцген має площу 6,9 км², з яких на 12% дозволяється будівництво (житлове та будівництво доріг), 38% використовуються в сільськогосподарських цілях, 49,9% зайнято лісами, 0,1% не є продуктивними (річки, льодовики або гори).

## Демографія
2019 року в громаді мешкало 2612 осіб (+3,7% порівняно з 2010 роком), іноземців було 19,8%. Густота населення становила 381 осіб/км².
За віковим діапазоном населення розподілялося таким чином: 17,6% — особи молодші 20 років, 58,4% — особи у віці 20—64 років, 24% — особи у віці 65 років та старші. Було 1135 помешкань (у середньому 2,3 особи в помешканні).
Із загальної кількості 529 працюючих 70 було зайнятих в первинному секторі, 123 — в обробній промисловості, 336 — в галузі послуг.